# Teorema del sándwich de jamón

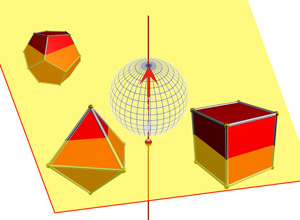
Ilustración del teorema del sándwich de jamón

En la teoría de la medida, una rama de las matemáticas, el teorema del sándwich de jamón (en inglés: Ham sandwich theorem), también llamado teorema de Stone-Tukey en honor a Marshall Stone y John W. Tukey, establece que dados n "objetos" en un espacio n-dimensional, es posible dividir cada uno en dos (en función de su volumen) con un único hiperplano (n−1)-dimensional. Aquí los "objetos" son conjuntos de medidas finitas (o simplemente medidas externas) para que el concepto de "dividir el volumen en dos" tenga sentido.

## Nombre
El teorema del sándwich de jamón toma su nombre de cuando n = 3 y los tres objetos son un trozo de jamón y dos de pan — un sándwich — que puede ser biseccionado con un único corte (p.ej., un plano). En dos dimensiones, el teorema es conocido como el teorema de la tortita (pancake theorem), cortando dos infinitesimalmente delgadas tortitas en un plato con un único corte (una recta).
El teorema del sándwich de jamón también es conocido como el "teorema del sándwich de jamón y queso", refiriéndose de nuevo al caso especial cuando n = 3 y los tres objetos son
1. una loncha de jamón
2. una loncha de queso, y
3. dos rebanadas de pan (tratado como un único objeto desconectado).

El teorema afirma que es posible cortar el jamón y el queso en dos mitades de manera que cada mitad tenga exactamente la misma cantidad de pan, queso y jamón. Es posible tratar las dos rebanadas de pan como un único objeto debido a que el teorema solo requiere que la porción de cada lado del plano varíe continuamente conforme el plano se mueva a través del espacio tridimensional.
El Teorema del sándwich de jamón no tiene ninguna relación con el "teorema del estrujamiento" (squeeze theorem) (también llamado "teorema del sándwich").

## Historia
Según Beyer y Zardecki (2004), la primera aparición del teorema del sándwich de jamón, concretamente el caso donde d = 3 en el que se cortan tres sólidos con un plano, fue escrita por Steinhaus y otros autores (1938). El documento de Beyer y Zardecki incluye una traducción del documento de 1938. En él asignan el planteamiento de este problema a Hugo Steinhaus y a Stefan Banach como la primera persona que logró resolverlo a través de una reducción del teorema de Borsuk-Ulam. El documento plantea la cuestión de dos formas: primero, formalmente, como «¿Es siempre posible biseccionar tres sólidos, colocados arbitrariamente, con la ayuda de un plano adecuado?» y segundo, informalmente, como «¿Podemos colocar un trozo de jamón bajo un cuchillo de forma que se corte carne, hueso y grasa en dos mitades?». Más tarde, el documento ofrecía una prueba del teorema.
Más recientemente, en 1942, Stone y Tukey se refirieron a este problema, por lo que también se le conoce como el "Teorema de Stone-Tukey". Este artículo prueba una versión n-dimensional del teorema en casos más generales. En él se le reconoce el caso de n = 3 a Stanisław Ulam; pero Beyres Zardecki (2004) alegó que era incorrecta, dado el documento de Steinhaus, aunque "Ulam hizo una contribución fundamental proponiendo el teorema de Borsuk-Ulam".
Byrnes, Cairns y Jessup (2001) han demostrado que no siempre es posible posicionar el hiperplano correctamente tan solo cortando a través del centro de gravedad.